# Jochen Schümann
Jochen Schümann (Berlim Leste, 8 de junho de 1954) é um velejador alemão.

## Carreira
Jochen Schümann representou seu país nos Jogos Olímpicos de 1976, 1980, 1984, 1988, 1992, 1996 e 2000, no qual conquistou três medalhas de ouro na classe  Finn e duas na Soling.